# Tiếng Picard
Tiếng Picard (tiếng Pháp: [pikaʁ] ⓘ) là một ngôn ngữ Oil của ngữ hệ Ấn-Âu được nói ở phần cực bắc của nước Pháp và miền nam nước Bỉ. Về mặt hành chính, khu vực này được phân chia giữa khu vực Hauts-de-France của Pháp và Wallonie của Bỉ dọc theo biên giới giữa hai nước do cốt lõi truyền thống của nó là các quận Tournai và Mons (Walloon Picardy).
Tiếng Picard được gọi bằng những cái tên khác nhau vì cư dân của Picardie chỉ đơn giản gọi nó là Picard, nhưng nó thường được gọi là chti hoặc chtimi ở vùng Hauts-de-France đông dân hơn (Rôman Flanders xung quanh đô thị Lille và Douai, và đông bắc Artois xung quanh Béthune và Lens). Nó cũng được đặt tên là Rouchi xung quanh Valenciennes, Roubaignot quanh Roubaix, hoặc đơn giản là patois nói chung.
Tính đến năm 2008, số người bản ngữ Picard lên tới 700.000, phần lớn trong số đó là người cao tuổi (từ 65 tuổi trở lên). Vì việc sử dụng hàng ngày đã giảm đáng kể, tiếng Picard được Tổ chức Giáo dục, Khoa học và Văn hóa Liên Hợp Quốc (UNESCO) công nhận là "ngôn ngữ bị đe doạ nghiêm trọng".

## Lịch sử
Tiếng Picard, giống như các ngôn ngữ Rôman khác, được phát triển trên cơ sở tiếng Latinh phổ biến của thời cổ đại. Nằm ở ngoại vi của khu vực người La Mã dọc theo ranh giới ngôn ngữ Rôman-German, nó bị ảnh hưởng mạnh mẽ bởi các ngôn ngữ German láng giềng, chủ yếu là tiếng Hà Lan. Tiếng Picard thời trung cổ là trung gian giữa tiếng Norman ở phía tây và tiếng Walloon ở phía đông (hầu như German hoá). Người German chiếm một phần lớn dân cư Picardie, Champagne và Normandie trong thời kỳ đầu Trung cổ. Vì họ nắm giữ các vị trí xã hội cao hơn ở nhà nước Frank so với người Gaul-Rôman tự trị, nên uy tín của ngôn ngữ Rôman tại các khu vực này cũng cao hơn, vì đó là những người đầu tiên làm chủ được nó. Các biên niên sử thời trung cổ đã chỉ ra rằng uy tín của tiếng Picard cao đến mức sự thống trị của ngôn ngữ này bắt đầu "tại các cửa ngõ phía bắc của Paris". Đồng thời, ở ngoại vi của khu vực Picard, ngôn ngữ German vẫn tồn tại trong một thời gian khá dài. Người dân thành phố Calais nói tiếng Hà Lan cho đến cuối thế kỷ XVI, cho phép người Anh kiểm soát thành phố này cho đến năm 1588. Dunkirk và nhiều quận nông thôn nói song ngữ hoặc thậm chí chiếm ưu thế của người nói tiếng Hà Lan cho đến đầu thế kỷ 20.

## Sử dụng

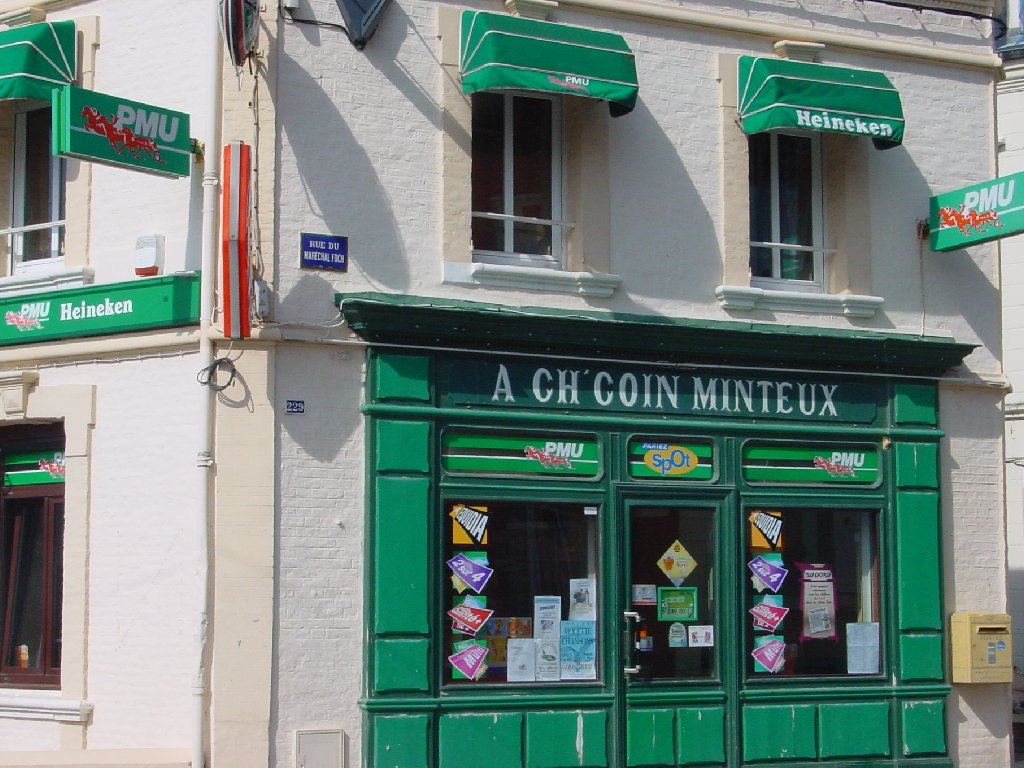
Bảng hiệu tiếng Picard ở Cayeux-sur-Mer

Tiếng Picard không được dạy trong các trường học ở Pháp (ngoài một vài khóa học một lần và tách biệt) và thường chỉ được nói giữa bạn bè hoặc thành viên gia đình. Tuy nhiên, nó vẫn là đối tượng của nghiên cứu học thuật tại các trường đại học ở Lille và Amiens, cũng như tại Đại học Indiana. Vì mọi người bây giờ có thể di chuyển xung quanh Pháp dễ dàng hơn so với các thế kỷ trước, các phương ngữ Picard khác nhau đang hội tụ và trở nên giống nhau hơn. Trong việc sử dụng hàng ngày, tiếng Picard đang có xu hướng mất các đặc điểm riêng biệt và có thể bị nhầm lẫn với tiếng Pháp khu vực. Đồng thời, mặc dù hầu hết người miền Bắc có thể hiểu tiếng Picard, họ ngày càng ít có khả năng nói và những người nói tiếng Picard như ngôn ngữ đầu tiên ngày càng hiếm, đặc biệt là người dưới 50 tuổi.
Bộ phim năm 2008 Bienvenue chez les Ch'tis, với sự tham gia của diễn viên hài Dany Boon, nói đến ngôn ngữ và văn hóa Ch'ti và những nhận thức về khu vực của người ngoài.

## Nghiên cứu ngôn ngữ học tiếng Picard
- Villeneuve, Anne-José. 2013. (with Julie Auger) "'Chtileu qu’i m’freumereu m’bouque i n’est point coér au monne': Grammatical variation and diglossia in Picardie". Journal of French Language Studies 23,1:109-133.
- Auger, Julie. 2010. Picard et français; La grammaire de la différence. Mario Barra-Jover (ed.), Langue française 168,4:19-34.
- Auger, Julie. 2008. (with Anne-José Villeneuve). Ne deletion in Picard and in regional French: Evidence for distinct grammars. Miriam Meyerhoff & Naomi Nagy (eds.), Social Lives in Language – Sociolinguistics and multilingual speech communities. Amsterdam: Benjamins. pp. 223–247.
- Auger, Julie. 2005. (with Brian José). "Geminates and Picard pronominal clitic allomorphy". Catalan Journal of Linguistics 4:127-154.
- Auger, Julie. 2004. (with Brian José). "(Final) nasalization as an alternative to (final) devoicing: The case of Vimeu Picard". In Brian José and Kenneth de Jong (eds.). Indiana University Linguistics Club Working Papers Online 4.
- Auger, Julie. 2003. "Le redoublement des sujets en picard". Journal of French Language Studies 13,3:381-404.
- Auger, Julie. 2003. "Les pronoms clitiques sujets en picard: une analyse au confluent de la phonologie, de la morphologie et de la syntaxe". Journal of French Language Studies 13,1:1-22.
- Auger, Julie. 2003. "The development of a literary standard: The case of Picard in Vimeu-Ponthieu, France". In Brian D. Joseph et al. (eds.), When Languages Collide: Perspectives on Language Conflict, Language Competition, and Language Coexistence,. Columbus, OH: Ohio State University Press. pp. 141–164.5
- Auger, Julie. 2003. "Pronominal clitics in Picard revisited". In Rafael Núñez-Cedeño, Luís López, & Richard Cameron (eds.), Language Knowledge and Language Use: Selected Papers from LSRL 31. Amsterdam: Benjamins. pp. 3–20.
- Auger, Julie. 2003. "Picard parlé, picard écrit: comment s’influencent-ils l’un l’autre?". In Jacques Landrecies & André Petit (eds.), "Le picard d’hier et d’aujourd’hui", special issue of Bien dire et bien Aprandre, 21, Centre d'Études médiévales et Dialectales, Lille 3, pp. 17–32.
- Auger, Julie. 2002. (with Jeffrey Steele) "A constraint-based analysis of intraspeaker variation: Vocalic epenthesis in Vimeu Picard". In Teresa Satterfield, Christina Tortora, & Diana Cresti (eds.), Current Issues in Linguistic Theory: Selected Papers from the XXIXth Linguistic Symposium on the Romance Languages (LSRL), Ann Arbor 8–ngày 11 tháng 4 năm 1999. Amsterdam: Benjamins. pp. 306–324.
- Auger, Julie. 2002. "Picard parlé, picard écrit: dans quelle mesure l’écrit représente-t-il l’oral?". In Claus Pusch & Wolfgang Raible (eds.), Romanistische Korpuslinguistik. Korpora und gesprochene Sprache / Romance Corpus Linguistics. Corpora and Spoken Language. Tübingen: Gunter Narr. pp. 267–280. (ScriptOralia Series)
- Auger, Julie. 2001. "Phonological variation and Optimality Theory: Evidence from word-initial vowel epenthesis in Picard". Language Variation and Change 13,3:253-303.
- Auger, Julie. 2000. "Phonology, variation, and prosodic structure: Word-final epenthesis in Vimeu Picard". In Josep M. Fontana et al. (eds.), Proceedings of the First International Conference on Language Variation in Europe (ICLaVE). Barcelona: Universitat Pompeu Fabra. pp. 14–24.

### Âm thanh
http://ches.diseux.free.fr/sons/d85.mp3
http://ches.diseux.free.fr/diri/dir85.htm
Centre de Ressources pour la Description de l'Oral - picard (CRDO)
COllections de COrpus Oraux Numériques - picard Lưu trữ ngày 4 tháng 3 năm 2016 tại Wayback Machine (COCOON)
Bản mẫu:Ngôn ngữ tại Bỉ
Bản mẫu:Ngôn ngữ tại Pháp